# Chufuova pyramida

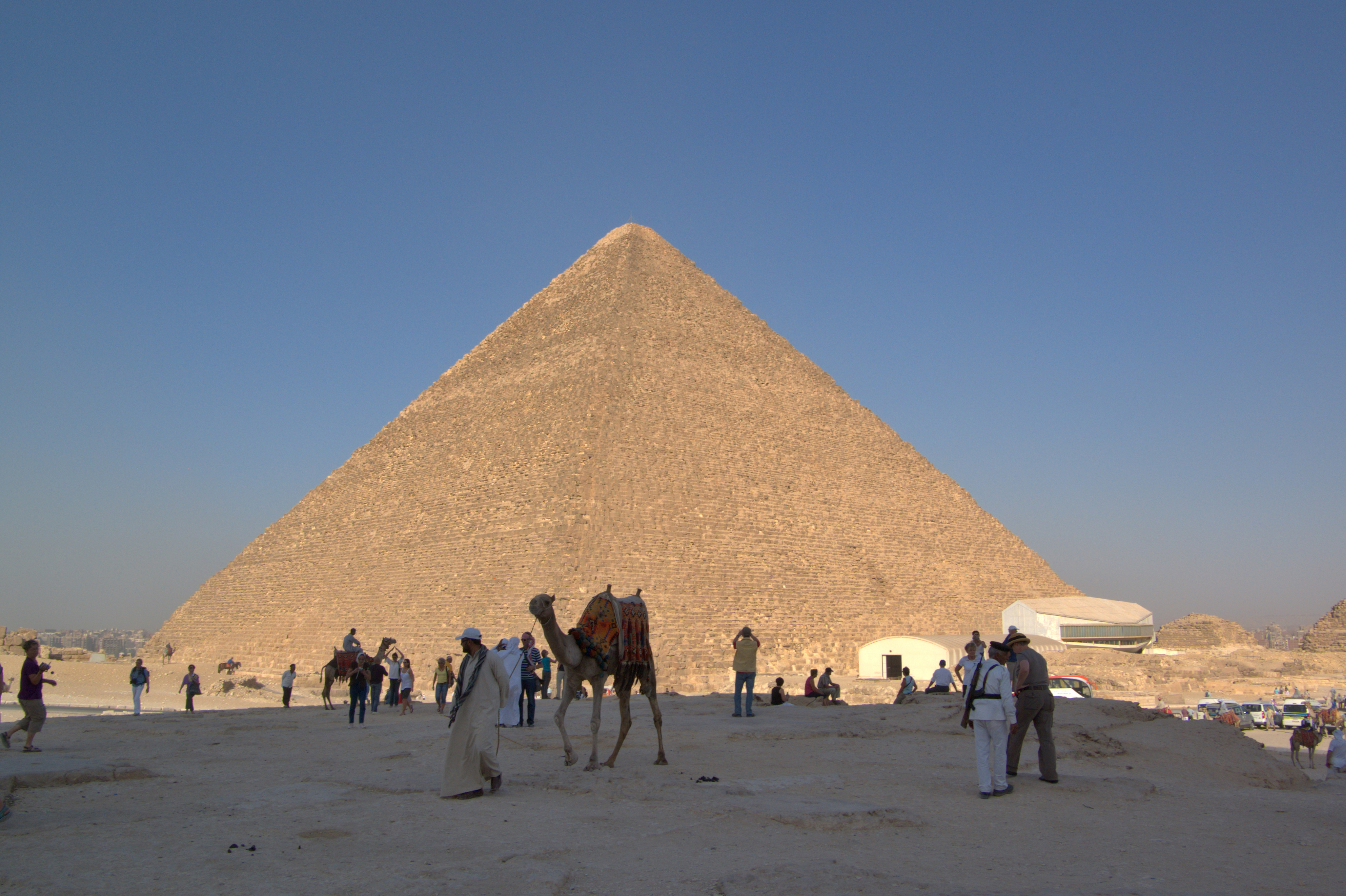
Chufuova pyramida

Chufuova pyramida (též Cheopsova pyramida nebo Velká pyramida) je největší pyramida v Egyptě, největší známá kamenná stavba vybudovaná v období starověku, první a současně jediný do dnešní doby zachovaný z klasických divů světa. Dnes je pokládána za nejcharakterističtější symbol staroegyptské civilizace. Proto je také jedním z míst nejvíce zatížených turistickým ruchem.
Pyramida se nachází na pyramidovém poli v Gíze na předměstí současné Káhiry. Je ústřední částí rozsáhlého pyramidového komplexu vybudovaného v období Staré říše jako hrobka panovníka 4. dynastie Chufua v oblasti někdejšího egyptského hlavního města Mennoferu nejspíše podle projektu vezíra Hemiuna. Egypťany byl komplex nazýván Achtej Chufu – „Chufu je na obzoru“, což nevyjadřuje dojem velikosti stavby zastiňující vše ve svém okolí, jak dříve tvrdili někteří autoři, ale staroegyptskou představu králova posmrtného života ve spojení s kosmickým cyklem hvězd, případně slunce.
I bez ohledu na svou velikost vykazuje ve srovnání s ostatními pyramidami Chufuova pyramida určité jedinečné rysy; z tohoto důvodu byla (resp. celý Chufuův pyramidový komplex) jedním z archeologicky nejzkoumanějších objektů v Egyptě a také se stala jedním z nejvíce interpretovaných starověkých artefaktů, a to nejen vědou, ale i mimovědeckými disciplínami. V polovině 19. století vznikl až do současnosti živý zvláštní proud nazývaný pyramidologie reflektující pyramidy (a z nich z pochopitelných důvodů především Chufuovu) v duchu hermetismu a esoteriky jako nositele odvěké moudrosti či zvláštních tajemství, která jsou zde „zašifrována“ a která třeba „odhalit“. V nejnovější době bývají nejrůznějšími způsoby dávány do souvislosti s údajnou existencí mimozemských civilizací nebo s dávnými a současné vědě neznámými lidskými kulturami disponujícími pokročilými technologiemi (např. Atlantida). Společným znakem všech těchto teorií je, že odmítají akceptovat nejen primární účel pyramid jako hrobek, ale i jejich datování egyptologií, takže posouvají dobu jejich vzniku hlouběji do minulosti. V případě Chufuovy pyramidy bývá v této souvislosti nejčastěji poukazováno na neprůkaznost Chufua jako stavebníka.

## Chufuova pyramida v číslech
Pyramida má v současnosti rozměr základny 230,38 × 230,38 m, její současná výška je 138,8 metru, což činí její objem cca 2,4 milionu m³  m, i když původně byla ještě o 2 m na každé straně delší a o 9 m vyšší. Sklon stěny pyramidy je přibližně 51°50´. Sklon hrany pyramidy odpovídá velmi přesně poměru 9 ku 10.
Až do 80. let 19. století byla nejvyšší lidskou stavbou na světě[zdroj⁠?!], což se uvádí, ale není to pravda. Seznam nejvyšších chrámových věží a zvonic v Evropě. Zabírá plochu 5,15 hektarů. Chybějící špička, kazící dojem dokonalého jehlanu, je zřejmá na první pohled – díky tomuto defektu byla za druhé světové války na vrcholu pyramidy protiletecká pozorovatelna. Jedná se o druhou nejobjemnější stavbu na světě – původní objem celé stavby činil asi 2 433 400 m³. Na celou stavbu bylo použito přibližně 2,3 milionů kusů kamenných bloků, z nichž každý váží od 2,5 do 15 tun.

## Tvar pyramidy

Vnitřní struktury Chufuovy pyramidy. Vnitřní a vnější linie zobrazuje současný a původní tvar.
1. Původní vstup, 2. Tunel lupičů (turistický vstup), 3, 4. Sestupná chodba, 5. Spodní komora pod úrovní terénu, 6. Vzestupná chodba, 7. Královnina komora a související šachty, 8. Horizontální chodba, 9. Velká galerie, 10. Králova komora a související šachty, 11. Svislá šachta

Při jednom z přeletů nad Gízou pilot britských vojenských vzdušných sil v roce 1940 pořídil fotografii Velké pyramidy, ze které je patrné, že pyramida má nikoliv 4, ale 8 stěn. Každá ze 4 hlavních stěn je středem od úpatí k vrcholu souměrně rozdělena. Tato skutečnost je vidět primárně ze vzduchu a výjimečně je v určitých okamžicích během dne v závislosti na pohybu Slunce.
Tento jev byl pozorován již v 19. století. Stěna je na každé straně konkávní zhruba o 0,5° až 1°. U většiny pyramid v Egyptě se tento specifický tvar nevyskytuje, u Menkaureovy pyramidy je však nepatrně vidět.

## Organizace stavby
Podle záznamů historika Hérodota pracovalo na stavbě v tříměsíčních intervalech okolo sta tisíc otroků po dobu asi 20 let. Dnes se odborníci shodují, že na stavbě pracovalo něco přes 30 tisíc dělníků, někteří mluví dokonce o pouhých 10 tisících – ne však otroků, ale rolníků a kvalifikovaných dělníků, pro něž bylo v blízkosti pyramidy zřízeno dokonce i sídliště s několika tisíci domy. Nicméně při množství prací potřebných k postavení takovéto stavby bylo nezbytné uložit denně na své místo cca 800 t materiálu (při stavbě trvající 20 let). Mnozí badatelé poukazují na mistrnou přesnost doprovázející tuto stavbu a existují pochyby o skutečné délce, období i technice výstavby.

## Technologie stavby
Další nezodpovězená otázka je vlastní technologie stavby, kde se spekuluje o možnostech užití zvedacích nástrojů nebo použití ramp. Použití zvedacích nástrojů podporoval i Hérodotos, ale tato technologie by byla pomalá a vyžadovala by mnoho lidí, použití ramp je mnohem pravděpodobnější, ale má také háček, a to délku ramp při postupující výšce pyramidy.
Celá tato stavba byla postavena pravděpodobně jako hrobka krále Chufua, proto je v ní vytesána také pohřební komora. Tato komora je, oproti předchozím obdobím, kdy byla vždy pod úrovní země, vytesána v samém nitru pyramidy. Není pouze jedna – jak je obvyklé, ale tři – umístěné v různých výškách přibližně nad sebou (jedna z nich je pod úrovní pyramidy). To díky postupu stavby pyramidy a obavám krále z předčasné smrti. Do pravé pohřební komory (třetí v pořadí, s rozměry 10,4 × 5,2 × 5,8 m) vede chodba, která navazuje na tzv. Velkou galerii, která je 45 metrů dlouhá a 8,5 metru vysoká. Její stěny jsou obloženy osmi vrstvami vápencových bloků tak, že vrchní vrstva překrývá spodní tak těsně, že vzniklou mezerou neprojde ani čepel nože. Desky byly opracovávány pouze měděnými dláty, pískem a vodou. Zdi, strop a zahrazovací bloky byly vystavěny z granitové žuly, která je velmi tvrdá. Nad pohřební komorou byly z obav architektů vytvořeny dutiny aby zmenšily tlak působící na strop pohřební komory. V pohřební komoře dodnes stojí sarkofág z jednoho kusu žulového kamene, který sem byl dopraven ještě před dokončením komory, poněvadž by kvůli své velikosti neprošel pozdějším vchodem. Královo tělo zmizelo už před mnoha sty lety (pravděpodobně již v období Střední říše), stejně jako pravděpodobně bohatá pohřební výbava.
V roce 2017 byla nad velkou galerií objevena pravděpodobná rozměrná dutina a také další menší dutina na severní straně pyramidy. Počátkem roku 2023 bylo oznámeno objevení očekávané dutiny nad původním vstupem do pyramidy.

## Okolí pyramidy
Každou pyramidu obklopoval komplex staveb. Z těchto staveb se dodnes zachovaly jen zbytky zádušního chrámu a tři satelitní pyramidy, patřící zřejmě jeho manželkám. Pyramida byla během staletí poškozena lupiči, ale v 7. století př. n. l. byla opravena králi 26. dynastie. Po dobytí Egypta Araby ji v roce 820 otevřel kalif Al-Monzun. Na severní straně tak vznikl ve výšce 18 metrů dodnes používaný vchod.